# چاه شماره ۵ مارکوهک
چاه شماره ۵ مارکوهک یک منطقهٔ مسکونی در ایران است که در دهستان حومه (گناباد) واقع شده‌است. چاه شماره ۵ مارکوهک ۲۱ نفر جمعیت دارد.